# Saviour Machine
Saviour Machine to zespół muzyczny pochodzący z Kalifornii (USA), założony w 1989 roku. Zespół wykonuje mieszankę metalu gotyckiego, progresywnego i symfonicznego, łącząc to wszystko z chrześcijańskimi tekstami. Zespół zdobył dużą popularność w Niemczech, gdzie w 1997 roku gościł na festiwalu Wacken Open Air. Później głównym źródłem sławy dla zespołu stała się trylogia "Legend" doceniana przez znawców.

## Dyskografia
- 1990 - Saviour Machine
- 1993 - Saviour Machine I
- 1994 - Saviour Machine II
- 1995 - Live in Deutschland 1995
- 1997 - Legend I
- 1998 - Legend II
- 1998 - Behold a Pale Horse
- 2001 - Legend III:I
- 2002 - Live in Deutschland 2002
- 2006 - Rarities / Revelations

## Skład zespołu

### Obecni członkowie
- Eric Clayton - śpiew
- Charles Cooper - gitara basowa
- Carl Johan Grimmark - gitara
- Nathan Van Hala - instrumenty klawiszowe
- Thomas Weinesjö - perkusja

### Byli członkowie
- Jeff Clayton - gitara (1989 - 2001)
- Victor Deaton - perkusja (1999 - 2001)
- Chris Fee - perkusja (1989 - 1992)
- Dean Forsyth - gitara basowa (1989 - 1995)
- Jayson Heart - perkusja (1994 - 1998)
- Sam West - perkusja (1993)